# Mariano Menor Poblador
Mariano Menor Poblador (Casp, Saragossa, 1896 - Principat d'Andorra, 1947) va ser un polític aragonès.

## Biografia
Procedia d'una família nombrosa i va quedar orfe de pare en plena joventut, va anar a treballar a Saragossa en el comerç, mentre seguia els seus estudis.
Una vegada casat i amb fons de la seva família política establirà un negoci de licors. Estava afiliat des de 1917 al republicanisme i des de la seva fundació en 1929 en el Partit Republicà Radical Socialista (PRRS). En proclamar-se la Segona República Espanyola és nomenat governador civil de Sòria, posteriorment de Castelló, i a la fi de 1933 va ser nomenat de Lleó sense arriba a exercir.
En la crisi del PRRS es troba en l'opció oficialista de Félix Gordón Ordás i posteriorment va passar a Unió Republicana. Durant el bienni radical-cedista, 1934-1935, va deixar la política i de nou a principis de 1936 va participar en la fundació del periòdic Diario de Aragón. Després del triomf del Front Popular a les eleccions generals espanyoles de febrer de 1936 és nomenat governador civil de Saragossa, per ser substituït per Ángel Vera Coronel el 23 de febrer i ell passar el 27 de febrer a ser nomenat governador civil de Navarra.
Sent governador de Navarra va conèixer els contactes conspiratius d'Emilio Mola, Governador Militar de Navarra, al monestir d'Iratxe, que va notificar al govern sense resposta. Després de produir-se la revolta militar a les colònies d'Àfrica, a Pamplona el 18 de juliol, els periòdics van sortir al carrer sense notícies. Tot el dia va transcórrer amb gran tensió. Es van reunir entorn de la Comandància Militar els partidaris de Mola; mentre que els del Front Popular es van trobar amb Menor Poblador al Govern Civil. Allí van estar Ramón Bengaray Zabalza i Aquiles Cuadra d'IR, Jesús Monzón, del PCE; el seu germà Carmelo i Constantino Salinas, del PSOE; Natalio Cayuela, secretari de l'Audiència; Tiburcio Osácar, director de Trabajadores; Antonio García Fresca, Salvador Goñi i Antonio García Larraeche, regidors. Davant la inutilitat de la resistència van procedir a dispersar-se. Menor Poblador va ser detingut però va aconseguir fugir en la confusió dels primers moments, escapolint-se a Sant Sebastià, on va actuar com a delegat del govern a Euzkadi.
Finalitzada la guerra es va exiliar a Tolosa de Llenguadoc amb la seva família. En el Govern Republicà en l'Exili va ser director general de seguretat i serveis de lluita guerrillera, formant part de la Unió Nacional Espanyola, inspirada pel Partit Comunista.